# Alfredo Bigatti

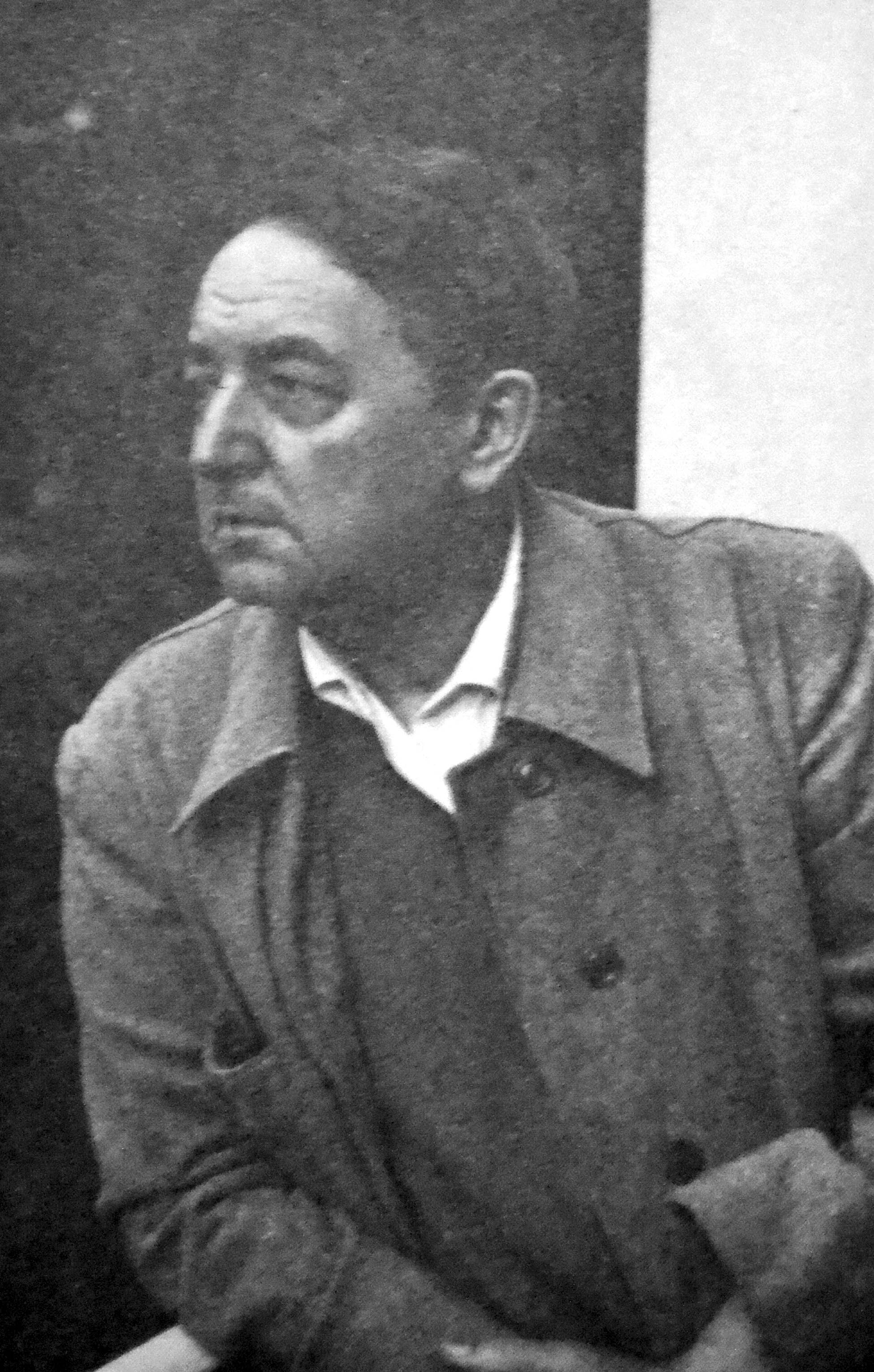
Alfredo Bigatti

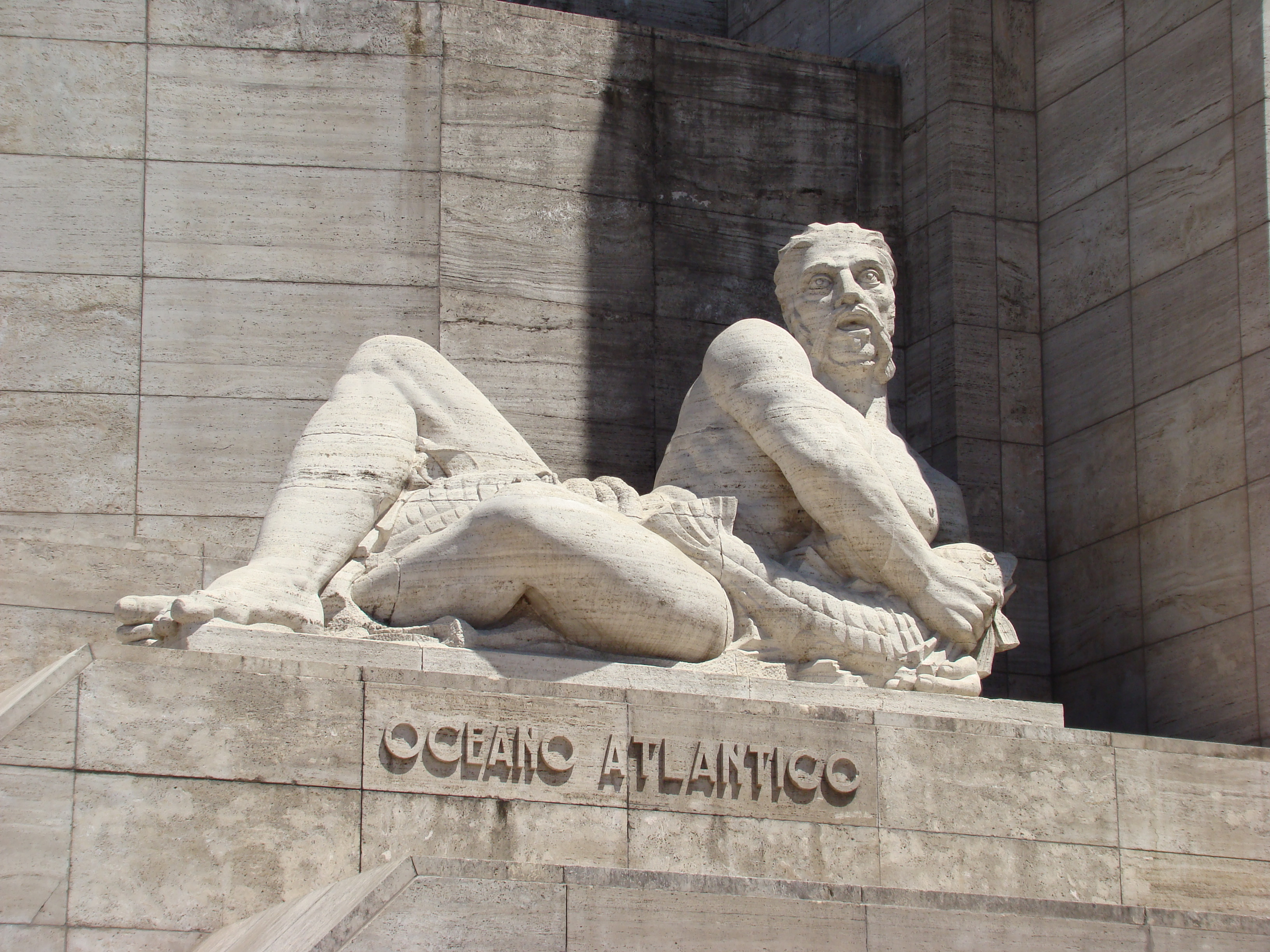
Liegende Figur des Atlantischen Ozeans, Monumento histórico nacional a la Bandera

Alfredo Bigatti (* 19. Juli 1898 in Buenos Aires; † 25. März 1964 ebenda) war ein argentinischer Bildhauer, Medailleur und bildender Künstler.
Er studierte und lehrte an der argentinischen Akademie der bildenden Künste und bereiste von 1924 bis 1928 zahlreiche Länder Europas, wobei er in Paris Antoine Bourdelle traf.
Bigattis Hauptwerk ist wahrscheinlich das Monumento histórico nacional a la Bandera in Rosario, Santa Fe, in Zusammenarbeit mit den Architekten Ángel Guido und Alejandro Bustillo sowie den Bildhauerkollegen José Fioravanti und Eduardo Barnes.
Von 1936 bis 1941 war er mit der Leitung der Sociedad Argentina de Artistas Plásticos betraut.
1936 heiratete Bigatti nach 10-jähriger Bekanntschaft die expressionistische Malerin Raquel Forner.